# Танец с саблями
Танец с саблями — музыкальное произведение Арама Хачатуряна, написанное для последнего действия балета «Гаянэ» (1942). Наиболее известное и узнаваемое произведение композитора, сочетающее в себе армянскую народную музыку с джазовыми элементами. По словам Тиграна Мансуряна, это «контрапункт армянского свадебного танца из Гюмри и настоящего американского саксофона, приведший к очень интересному и органичному синтезу».
В 1948 году «Танец с саблями» стал хитом музыкальных автоматов в США. Популярность была столь высока, что Newsweek предложил назвать 1948 год «годом Хачатуряна в США». В этом году сразу три версии «Танца с саблями» (Чикагского симфонического оркестра, Нью-Йоркского филармонического оркестра и Оскара Леванта) достигли первого места хит-парада классической музыки журнала Billboard и попали в ежегодный список бестселлеров. «Танец с саблями» стал первой записью Чикагского симфонического оркестра, проданной тиражом более миллиона экземпляров. В 1964 году бельгийский инструментальный коллектив The Jockers исполнил интерпретацию произведения в стиле surf rock на бельгийском ТВ.
«Танец с саблями» оказал знаковое влияние на историю популярной музыки XX века. Множество кавер-версий было записано музыкантами США, Великобритании и Германии. Музыкальная тема до сих пор используется в фильмах и телесериалах, а также для оформления выступлений в фигурном катании. Billboard назвал «Танец с саблями» «произведением, известным всем эстрадным оркестрам из ныне существующих».

## В бонистике
Начальный четырёхтакт темы средней части Танца с саблями был изображён на реверсе банкноты номиналом 50 армянских драмов, бывшей в обращении в 1998—2004 годах.